# Museo Arqueológico de Benetúser
El Museo Arqueológico de Benetússer es una institución municipal instalada en un antiguo molino arrocero, el "Molí de Favara", que alberga, en su exposición permanente denominada "Arrels de Fang", una selección de los materiales aparecidos en intervenciones arqueológicas realizadas en el municipio. Se puede visitar todos los sábados del año por la mañana de 10 a 13 h.

## Material arqueológico local
En las excavaciones del año 1987 en la plaza Cardenal Benlloch o de la Iglesia, aparecieron restos cerámicos islámicos datados en torno al siglo X-XI. Los conjuntos de los materiales fueron de una gran complejidad y de funciones variables, bien culinarias, loza, candiles, bien de carácter lúdico, dentro del contexto histórico de una casa andalusí. Este conjunto cerámico tuvo gran relevancia tanto por su calidad como por su estado de conservación (70 piezas cerámicas de loza completas). 
A destacar una serie decorada en verde y manganeso, en la que predominan los temas geométricos vegetales, compuesta por grandes bandejas, pequeñas escudillas y otros recipientes para líquidos. También hay jarras sin decorar, ajenas a la variedad tipológica y estilísticas de las cerámicas de raíz andalusí del siglo XIII. En excavaciones posteriores, en la calle Salvador Giner y Mariano Benlliure, se localizaron diferentes objetos cerámicos datados entre el siglo XIV-XVII.

## La exposición infográfica
La exposición gira en torno a los elementos que configuran la fabricación de una vasija cerámica, tierra, agua, aire y fuego, dividida en dos etapas históricas diferentes: la Islámica y la Cristiana Moderna. Consta de un audiovisual que intenta situar al visitante en aquellos momentos históricos y se acompaña de un catálogo.